# Bons-Tassilly
Bons-Tassilly település Franciaországban, Calvados megyében. Lakosainak száma 392 fő (2022. január 1.). Bons-Tassilly Fontaine-le-Pin, Olendon, Potigny, Soulangy, Soumont-Saint-Quentin, Ussy és Villers-Canivet községekkel határos.

## Népesség
A település népességének változása:
| Lakosok száma | 394  | 354  | 332  | 393  | 386  | 393  | 404  | 406  | 401  | 392  |
|               | 1968 | 1982 | 1990 | 2006 | 2013 | 2015 | 2017 | 2019 | 2020 | 2022 |